# Three Garden Road
Three Garden Road (ранее был известен как Ситибэнк-плаза, Citibank Plaza, 花旗銀行廣場) — гонконгский небоскрёб, расположенный в округе Сентрал-энд-Вестерн. Состоит из двух башен — 51-этажной и 41-этажной, имеет 44 лифта и 12 эскалаторов, 4 подземных этажа, паркинг и торговые помещения, связан переходом с соседней башней Asia Pacific Finance Tower. Построен в 1992 году в стиле постмодернизма (стоимость проекта составила 231 млн ам. долл.). 
В здании располагаются гонконгская штаб-квартира Industrial and Commercial Bank of China (Asia), центральный офис Citibank (Hong Kong), а также консульство Италии в Гонконге. Владельцем здания является компания Champion REIT.  
|         |            |           |
| Терраса | Скульптура | Эскалатор |